# Dukla
Dukla – miasto w woj. podkarpackim, w powiecie krośnieńskim, siedziba gminy miejsko-wiejskiej Dukla. W latach 1975–1998 miasto administracyjnie należało do woj. krośnieńskiego. Dukla leży w dawnej ziemi krakowskiej historycznej Małopolski.
Według danych GUS z 1 stycznia 2024 r. miasto liczyło 1971 mieszkańców, będąc 45. najludniejszym miastem w województwie.
W Dukli mieści się posterunek policji, ośrodek zdrowia, poczta, dom wycieczkowy PTTK, ratusz, zajazd, dwa schroniska młodzieżowe, dwie szkoły, kilka restauracji, oraz pełnowymiarowe boisko sportowe ze sztuczną nawierzchnią i oświetleniem.

## Położenie geograficzne
Dukla leży w środkowej części Beskidu Niskiego w dolinie rzeki Jasiołka i jej lewobrzeżnego dopływu potoku Dukiełka,
u podnóża góry Cergowa (716 m n.p.m.), 17 km od granicy ze Słowacją. Miasto położone jest w śródgórskiej kotlinie, otoczone od południa Górami Dukielskimi i od północy Płaskowyżem Kobylańskim i Garbami Iwonickimi.

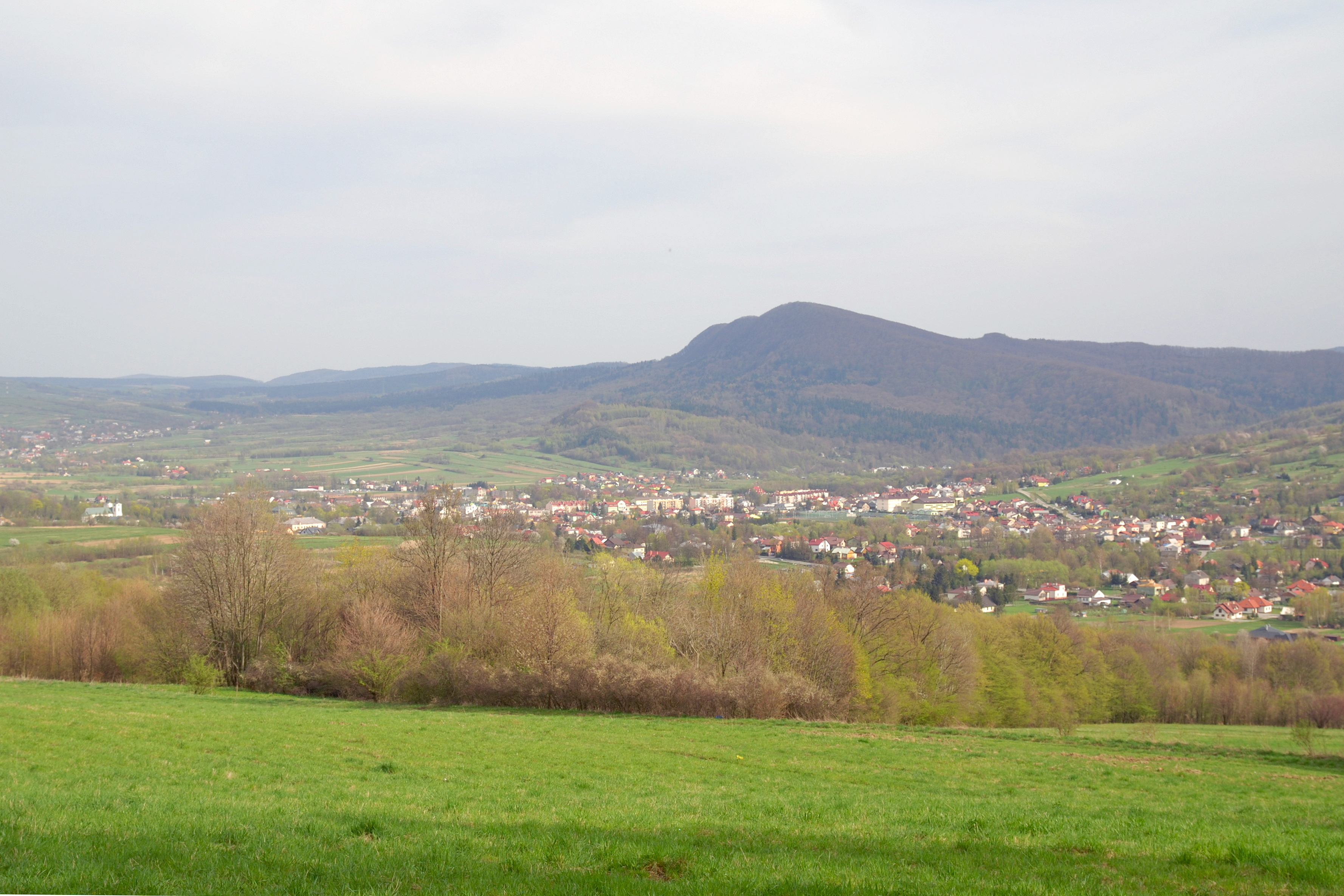
Widok na Duklę i Cergową z Teodorówki
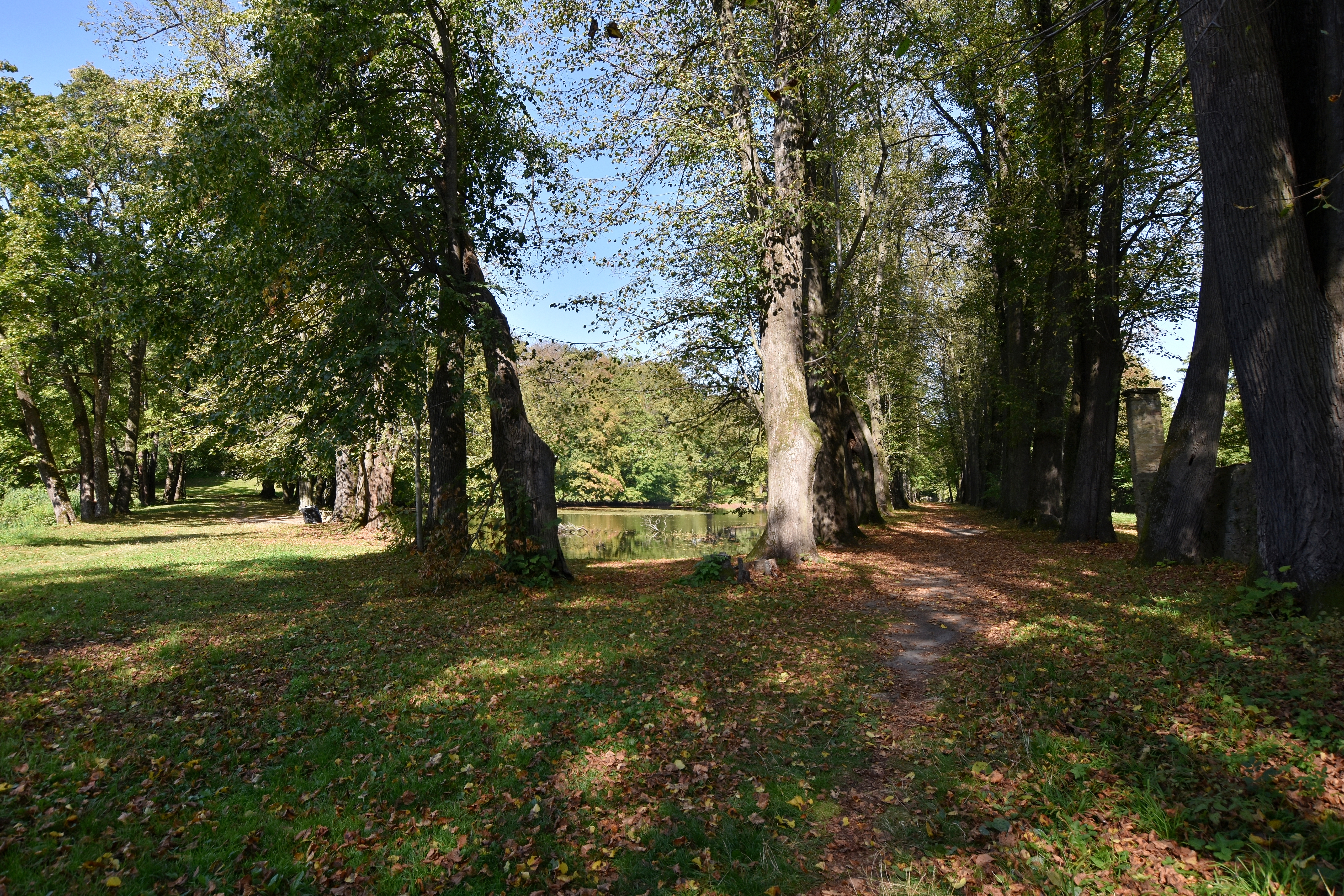
Park przypałacowy
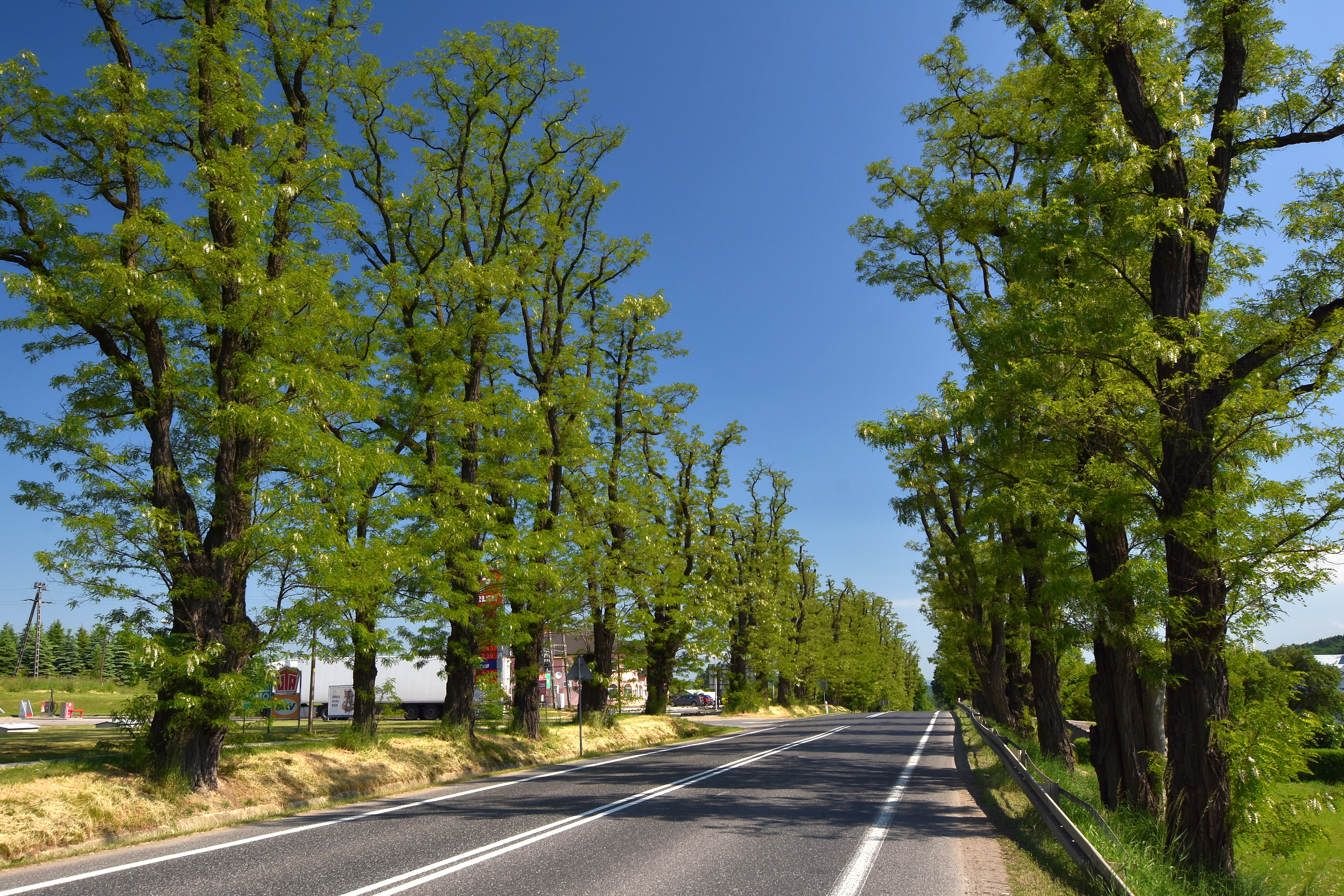
Aleja robinii akacjowych

## Historia
Najstarsze znaleziska świadczą o zasiedleniu tych terenów przez człowieka w epoce brązu i żelaza (2000 l. p.n.e. – 400 lat n.e.) – dowodzą tego znaleziska kurhanów w okolicy Dukli. W okresie lateńskim i wpływów rzymskich nastąpił zanik kultury łużyckiej na tym terenie i wytworzenie się nowej kultury materialnej, określanej mianem przeworskiej. Na jej tworzenia duży wpływ miała cywilizacja rzymska. Przykładem tego jest ceramika toczona na kole, tzw. ceramika siwa oraz znajdowane monety rzymskie w Dukli i w Tylawie. Okres ten bardzo sprzyjał osadnictwu. W tych czasach (l – IV w.) zasiedlone już były wszystkie wyniosłości na terenie Tylawy i Dukli oraz na jej obrzeżach. W V i VI wieku po najazdach Hunów na Europę nastąpił rozwój osadnictwa słowiańskiego. Od VIII wieku rozpoczął się rozwój większych plemiennych i międzyplemiennych organizacji Słowian, Ziemie te zamieszkiwało plemię – czy raczej związek plemion – Lędzian, tworzących protopaństwo, które w IX wieku dostało się pod nieokreśloną bliżej zależność Wielkich Moraw, wiek później Czech Przemyślidów, a potem Polan. Do owych punktów osadnictwa należy m.in. Wietrzno, z zachowanymi śladami potężnego grodu o poczwórnym pierścieniu wałów.
Pierwsza wzmianka o wsi w tym miejscu pochodzi z roku 1336. Od początku swojego istnienia Dukla była własnością rycerską. W 1366 r. kanclerz Janusz Suchywilk otrzymał od swoich rodziców Duklę, Kobylany, Chyrową, Mszanę, Surowicę i Wisłoczek. 28 sierpnia 1366 roku we Włodzimierzu Janusz Suchywilk przekazał swoje dobra bratankom Piotrowi i Mikołajowi. Byli to synowie Jakusza Cztana ze Strzelc. Ustanowił w ten sposób pierwszą ordynację w Polsce, którą zatwierdził Kazimierz Wielki. W 1373 kanclerz Janusz Suchywilk wydał dla Dukli akt lokacyjny na prawie magdeburskim. Następne prawa miejskie lokacyjne Dukla otrzymała w 1380 roku.
Kolejni właściciele Dukli to Kobylańscy, Cikowscy, Jordanowie, Męcińscy, Ossolińscy, Mniszchowie, Stanisław Szczęsny Potocki, Stadniccy i ponownie Męcińscy. Wśród licznych przedstawicieli właścicieli Dukli z rodu Kobylańskich zasłynął Domarat z Kobylan – kasztelan biecki za Kazimierza Wielkiego, marszałek nadworny koronny, który pod dowództwem Zyndrama z Maszkowic uczestniczył w bitwie pod Grunwaldem i pod Koronowem, zaś w 1422 roku podpisał przymierze między królem Władysławem Jagiełłą a Krzyżakami.
W 1474 r. najazd wojsk węgierskich Macieja Korwina pod dowództwem Tomasza Tharczaya z Lipian na Małopolskę zniszczył m.in. również Duklę.
W 1503 roku Duklę, w ramach wymiany za Majkowice koło Bochni, otrzymał Stanisław Cikowski z Mikluszowic, kasztelan biecki. Stanisław Szczykowski z Mikluszowic w 1504 roku wyjednał u króla Aleksandra przywilej dla mieszczan oparty na prawie niemieckim.
W 1532 roku, po śmierci męża, Ewa Cikowska przekazała okoliczne miejscowości, Mikołajowi Kobylańskiemu kasztelanowi rozpierskiemu, które potem dziedziczyła jego żona Anna Pilecka z Pilczy oraz ich synowie Jan i Krzysztof Kobylański. Jednak Ewa Cikowska zostawiła sobie Duklę.
W 1540 r. od wdowy Ewy po Cikowskim kupił Duklę Jan Jordan z Zakliczyna herbu Trąby – rotmistrz, żupnik krakowski. Rozbudował zamek w Dukli i otrzymał w tym roku od króla Zygmunta Starego przywilej dla miasta na odbywanie dwóch dorocznych jarmarków i cotygodniowych targów. Po Janie Jordanie, dziedzicem został Wawrzyniec Jordan (1519–1580), kasztelan krakowski – brat przyrodni (z drugiej żony jego ojca, Anny Jarosławskiej), który w 1598 roku, przekazał Duklę jako posag swojej córce Zofii Jordan – żonie Samuela Zborowskiego. Po jej śmierci, miasto dziedziczyli ich synowie. Ważnym dla Dukli wydarzeniem był przywilej króla Zygmunta III Wazy z 1588 r. na sprzedaż i skład win węgierskich oraz ustanowienie w 1595 r. komory celnej, dzięki której miasto mogło się szybko bogacić.
W 1600 r. miasto wraz z okolicznymi miejscowościami otrzymał Krzysztof Drohojowski, który w 1601 r. sprzedał je Andrzejowi Męcińskiemu z Kurozwęk, poległemu po siedemnastu latach (w 1618 r.) w czasie wyprawy na Moskwę. Dziedziczną część miasta dostała jego żona, a resztę odziedziczyli jej synowie i matka.
W 1636 r. sprzedała ona swą część Franciszkowi Bernardowi Mniszchowi (ok. 1590-1661) bratu carowej Maryny, staroście sanockiemu, kasztelanowi sądeckiemu. Mniszchowie byli wtedy dziedzicami wielu kluczy, m.in. wsi Potok, Uherce Samoklęski i miasta Sambor, Laszki Murowane, Dębowiec i rodem znanym dzięki carycy Marynie Mniszchównie i wyprawom jej ojca Jerzego Mniszcha na Moskwę.
Na początku Dukla była miastem handlowym na trakcie biegnącym z Polski przez Przełęcz Dukielską na Węgry i żyła głównie z handlu winem. Z czasem z powodzeniem rozpoczęła konkurować z sąsiednimi Jaśliskami i w XVI wieku znalazła się w pełni swojego rozkwitu jako miasto ufortyfikowane, z dwoma bramami i komorą celną w ratuszu od 1595 roku. Franciszek Mniszech w 1638 r. rozpoczął rozbudowę pałacu z fortyfikacjami i z wałem, którą dokończył jego syn Jan Mniszech.
W pałacu 2 stycznia 1656 r. Męcińscy, posiadający część Dukli, gościli Króla Polski Jana Kazimierza, powracającego ze Śląska w czasach potopu szwedzkiego. Król z Dukli udał się do Krosna, a potem przez Łańcut do Lwowa, gdzie złożył Śluby Lwowskie. Trzy miesiące później, na początku marca 1656 roku, uciekając przed Szwedami ksieni benedyktynek w Jarosławiu Anna Kostczanka (córka Krzysztofa Kostki i Anny Pileckiej) wraz ze zgromadzeniem sióstr zakonnych schroniła się w Dukli i tutaj zmarła 31 marca 1656. Rok później, 16 marca 1657 r. wojska Jerzego II Rakoczego złupiły Duklę. W 1661 roku w czasie epidemii zmarł Franciszek Mniszech.
Dukla była miastem zdecydowanie katolickim. Na przełomie XVII i XVIII w. powstał dekanat dukielski greckokatolickiej diecezji przemyskiej, obejmujący powierzchnię 1026 km². Liczył 28 parafii, obejmujących 45 wsi i przysiółków. Chociaż Dukla była stolicą dekanatu, nie było w niej cerkwi unickiej, a nieliczni dukielscy unici należeli do parafii w Tylawie.

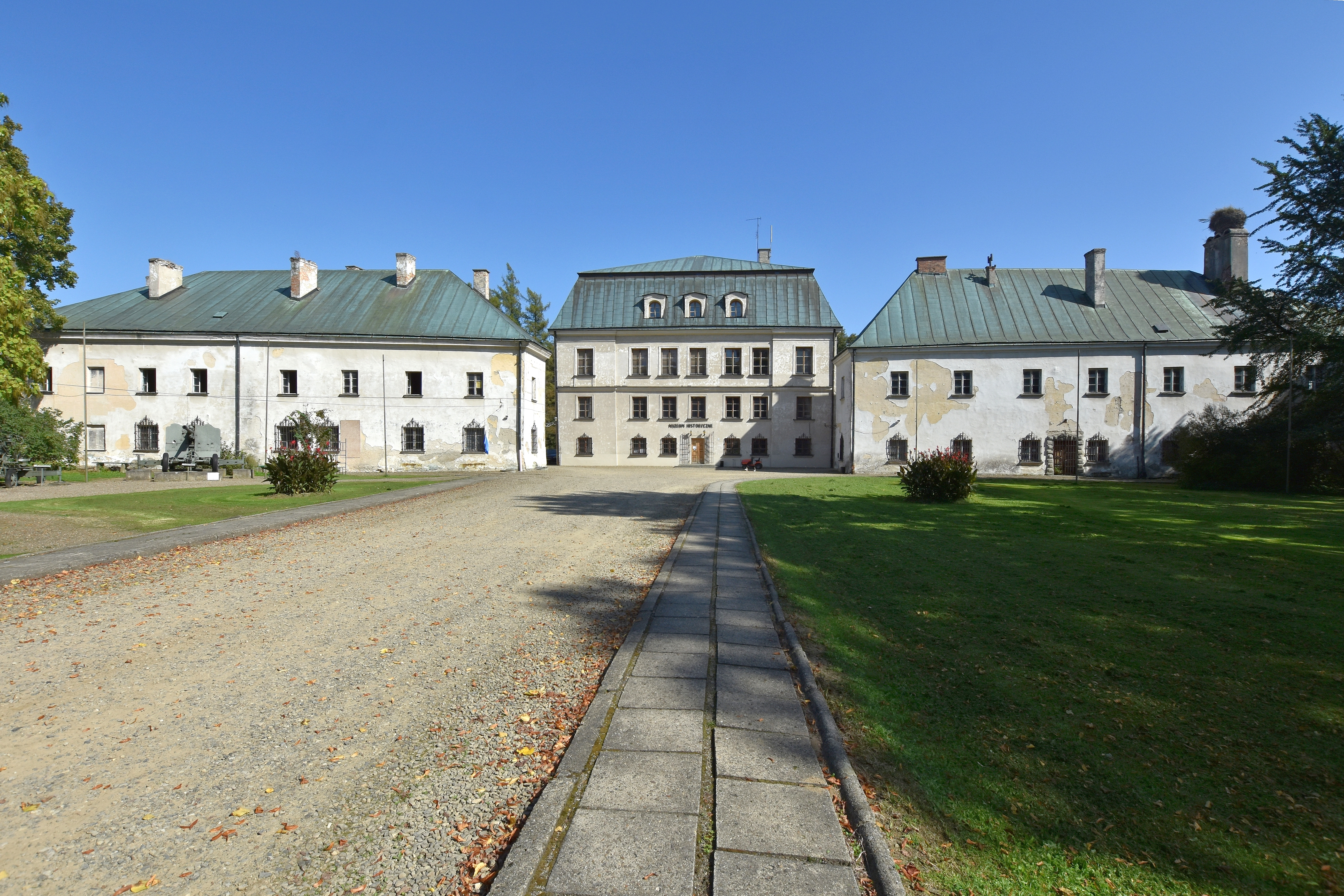
Pałac, obecnie Muzeum Historyczne
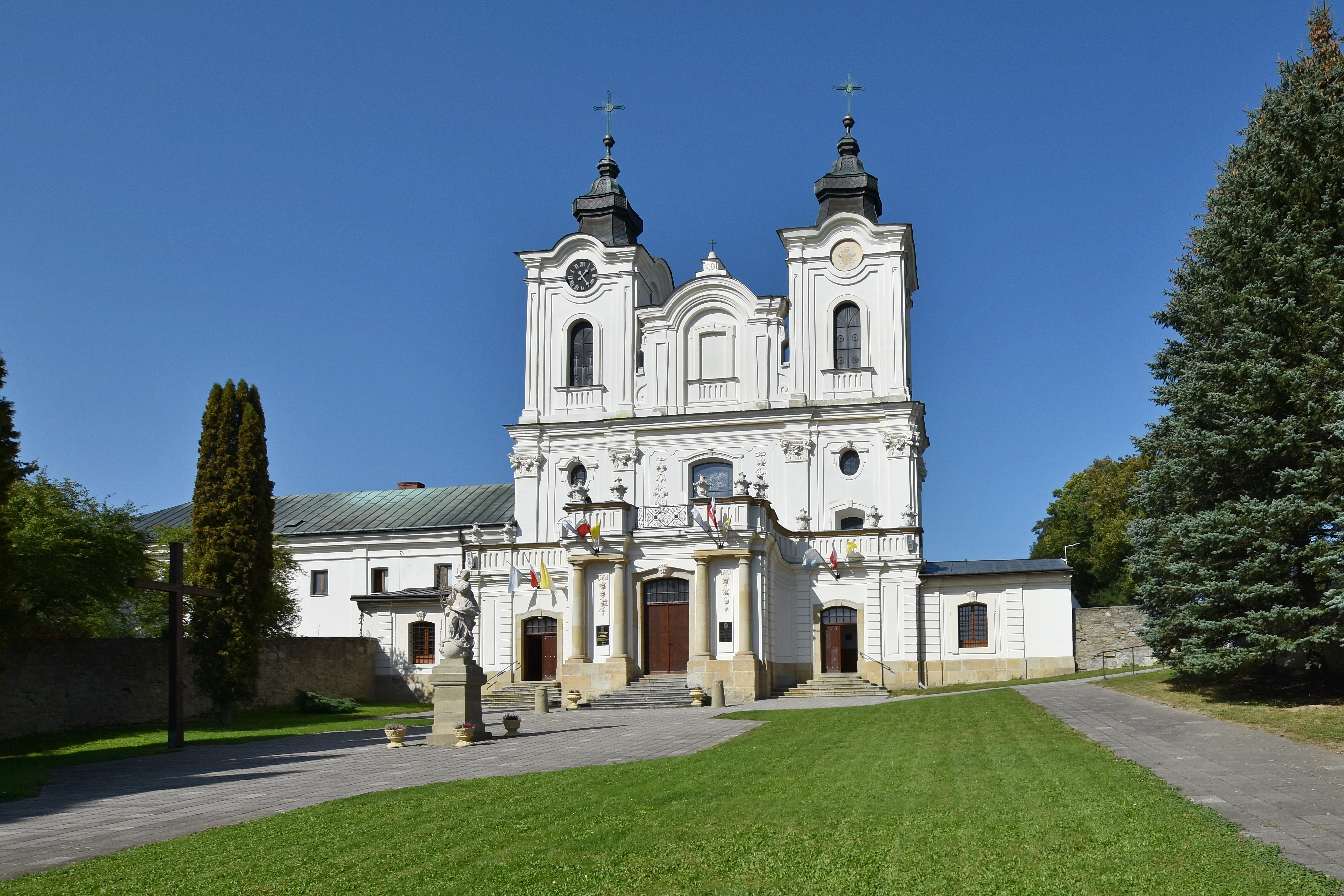
Klasztor św. Jana
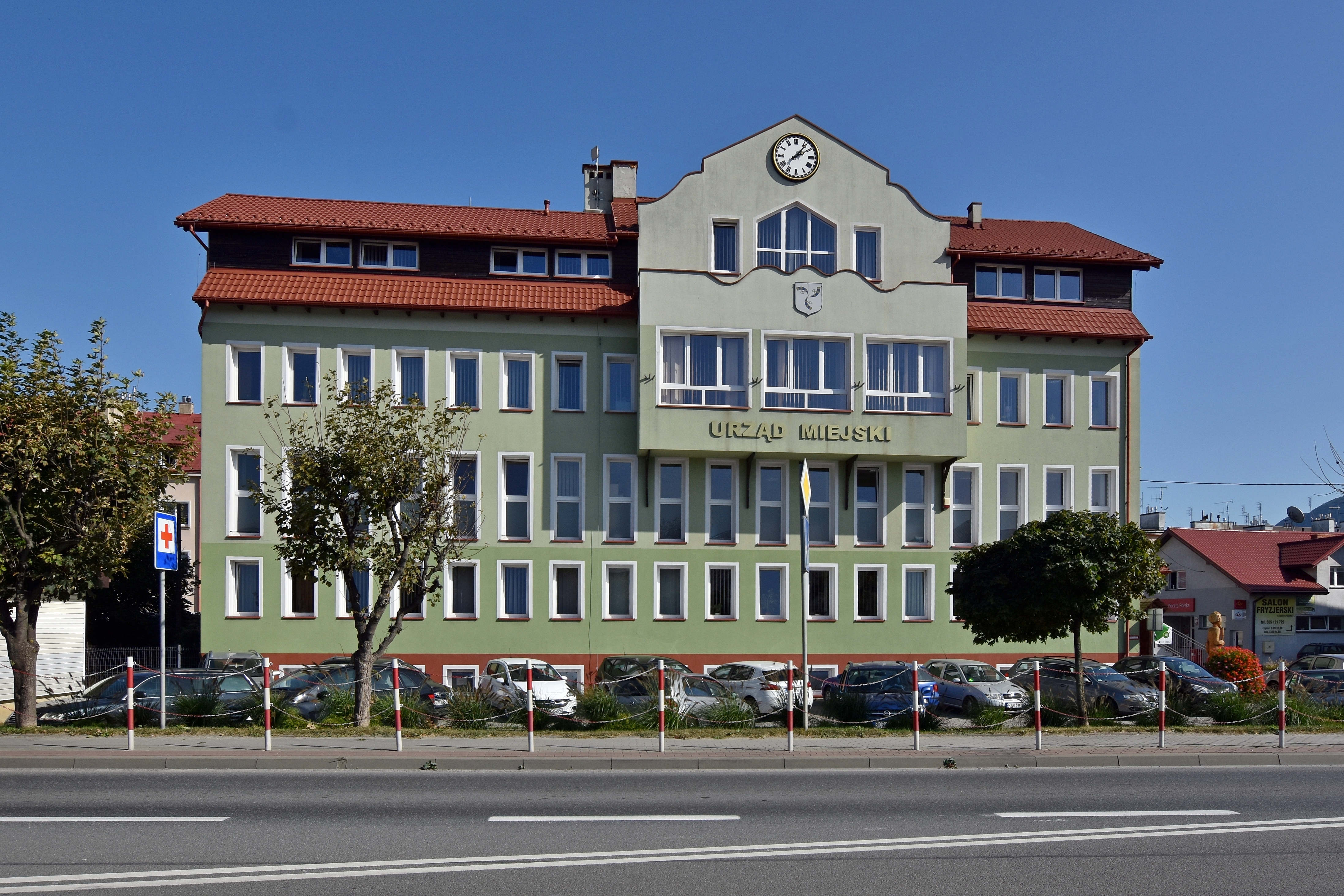
Urząd miejski

Kolejne napady Rosjan, przemarsze wojsk i pożary w latach 1703–1707 zniszczyły miasto. Dobra Męcińskich ucierpiały. W 1710 roku zadłużony Męciński sprzedał swoją połowę Dukli Józefowi Wandalinowi Mniszchowi – marszałkowi wielkiemu koronnemu i kasztelanowi krakowskiemu. Mniszchowie stali się właścicielami całej Dukli. Pożary stale nawiedzały drewnianą zabudowę dukielską w latach 1724, 1725, 1738 i najgroźniejszym – roku 1758.
W 1742 r. dziedzicem Dukli został Jerzy August Mniszech. W 1750 r. poślubił on Marię Amalię z Brühlów – córkę Henryka Brühla – wszechwładnego ministra skarbu Polski i Saksonii, na dworze króla Augusta III. Na sejmie konwokacyjnym Jerzy August Mniszech poparł stronnictwo saskie i po wyborze Stanisław Augusta Poniatowskiego stracił wpływy i osiadł w Dukli, gdzie wraz z żoną postanowili uczynić ośrodek życia kulturalnego i politycznego. Tu umieścił teatr, kapelę i Lożę wolnomularską. W tych też latach 1764–1765 powstają dzięki wsparciom Mniszchów dwa kościoły w Dukli. Mniszchowie konkurując z Czartoryskimi, starali się przyćmić swoją siedzibą Puławy i uczynić z Dukli centrum życia kulturalnego Rzeczypospolitej. Jerzy A. Mniszech w 1768 r. nadał miastu konstytucję, w której m.in. nałożył obowiązek nauczania dzieci bez względu na wyznanie.

### Czasy konfederacji barskiej
W dukielskim pałacu Jerzego A. Mniszcha pojawiali się niemal wszyscy ówcześni przywódcy konfederaccy z terenu Małopolski, by przygotować zgromadzenie konfederatów barskich koło Rymanowa. W dniu 6 i 7 lipca 1768 r. odbył się na polach między Sieniawą a Rymanowem generalny zjazd szlachty sanockiej i dukielskiej, który skupił około 6000 ludzi. Ogłoszono akt konfederacji ziemi sanockiej, a na marszałka wybrano Jakuba Ignacego Bronickiego herbu Korwin, dziedzica Nowotańca. Spod Sieniawy nowo wybrany marszałek ruszył przez Krosno do Krakowa.
Franciszek Stadnicki, który od Ossolińskich w 1809 r. zakupił Duklę, w czasie konfederacji barskiej brał udział wraz ze swoim regimentem w obronie krakowskiego zamku i został uwięziony przez Rosjan. Dzięki staraniom kuzynki, Teresy Ossolińskiej, wyszedł z rosyjskiego więzienia. Maria Amalia Mniszech bardzo często bywała w Preszowie i Zborovie, gdzie przebywały władze konfederacji barskiej i tam wydawały najważniejsze pisma i rozkazy. Nawiązała kontakty z biskupem kamienieckim Adamem Krasińskim i księciem Karolem Radziwiłłem. Przez Duklę i Przełęcz Dukielską często przechodzili Konfederaci, staczając boje, np. pod Jaśliskami. W latach 1769–1770 częstym gościem na dukielskim dworze był Kazimierz Pułaski – dowódca konfederacki. Nakłaniał on Mniszcha do przekazania pod komendę konfederacką dworskiego oddziału.
Marii Amalii Mniszchowej z Brühlów (ur. 1737, zm. 30 kwietnia 1772 w Dukli) – córce pierwszego ministra Augusta III, Henryka Brühla, drugiej żonie Jerzego Augusta Mniszcha, marszałka nadwornego koronnego, przypisywane jest zorganizowanie 13 lutego 1771 wspólnie z Potockimi zamachu na pierwszą żonę 18-letniego wówczas Szczęsnego Potockiego Gertrudę z Komorowskich w związku z tym, że małżeństwo z Potockim, Mniszchowie i Potoccy planowali dla jedynaczki Józefiny Mniszchówny. Zamachu dokonano we włościach Mniszchów, w okolicach Dukli; rok później 30 kwietnia 1772 w wieku 35 lat zmarła Maria Amalia, druga żona Jerzego W. Mniszcha, według wersji oficjalnie ogłoszonej przez rodzinę – na gruźlicę, według innej wersji – po zażyciu trucizny.
Po jej śmierci toczyły się walki powstrzymujące rozbiorowe wojska korpusu austriacko-preszowskiego – straży przedniej gen. Esterházyego, przed wkroczeniem do Dukli w maju 1772 r. Duklę, mimo oporu konfederatów, zajęły wojska austriackie, dokonujące I rozbioru Polski. 17 maja generał Esterházy wydał tu do ludności manifest napisany po niemiecku i po łacinie, oznajmiający, że kraj przechodzi pod protekcję najjaśniejszego cesarza.
Zespół dworski został zajęty bez akceptacji Mniszcha na koszary dla wojska, a oddziały mniszchowskie 20 września 1772 r. musiały złożyć broń i zostały wcielone do armii zaborcy.

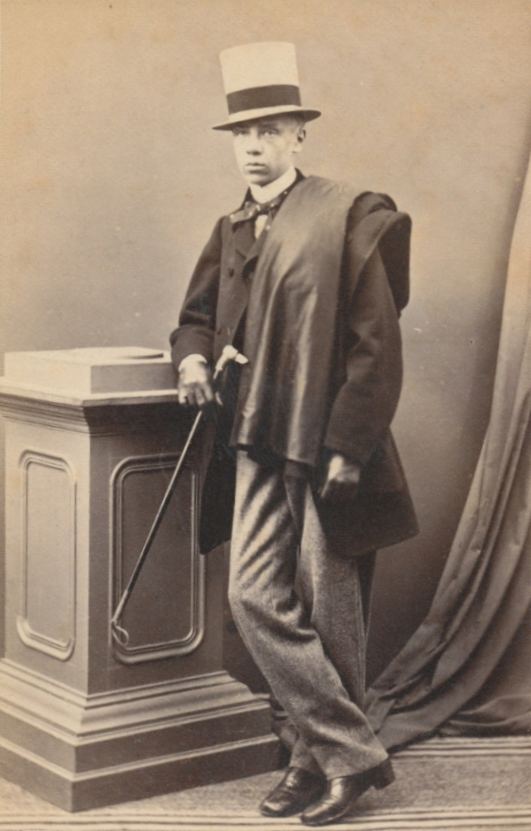
Hrabia Adam Męciński, właściciel Dukli
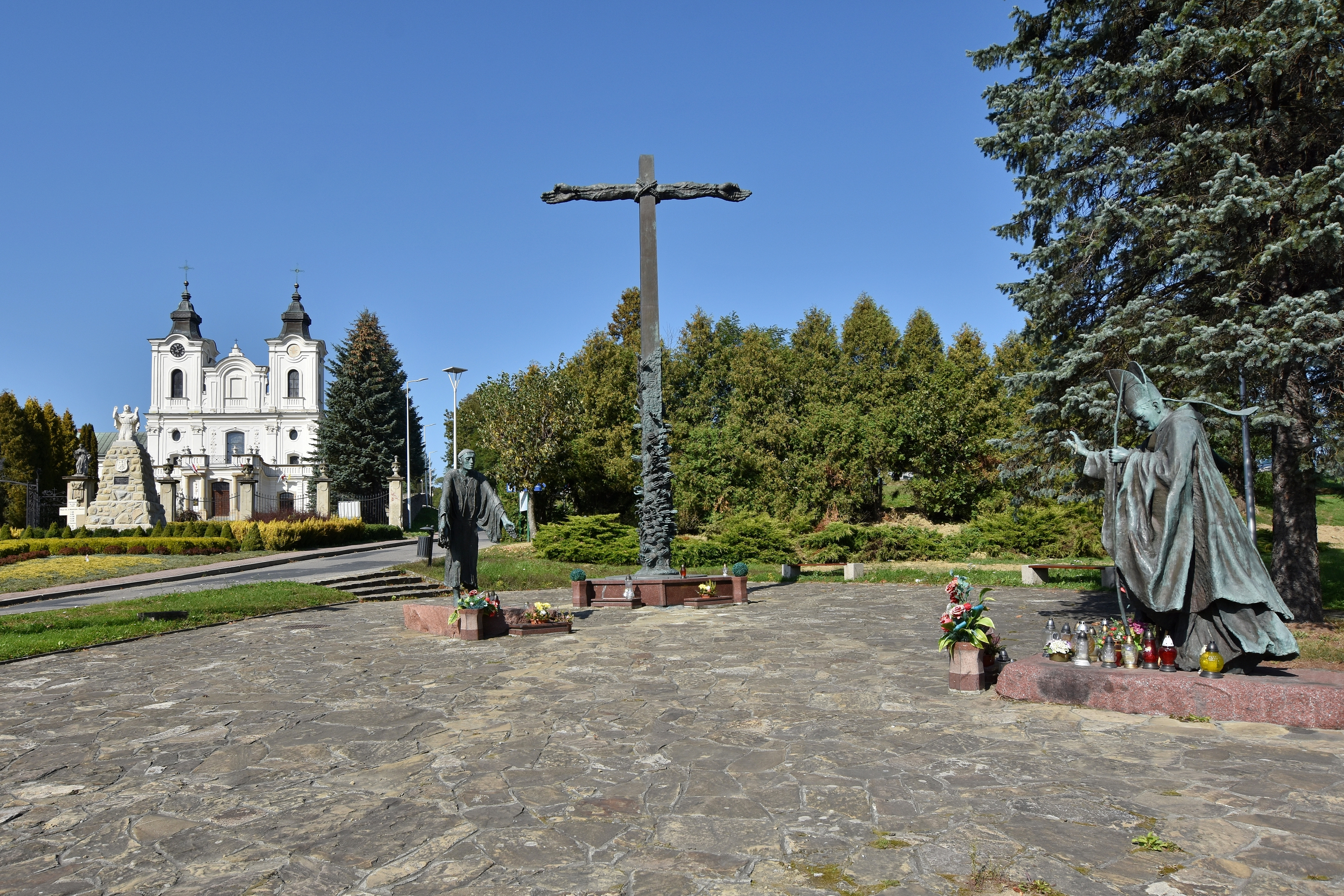
Kompleks trzech rzeźb
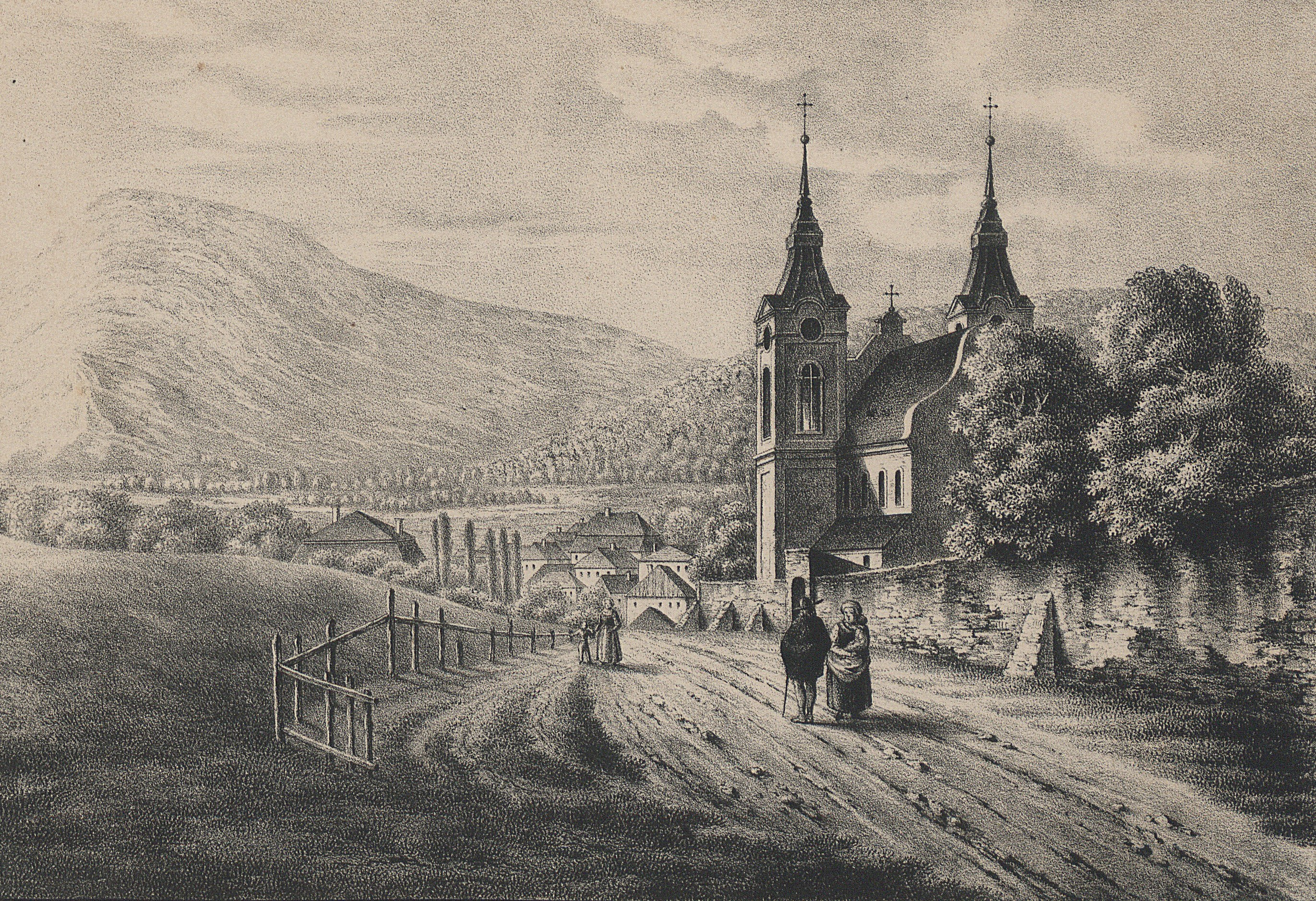
Dukla na litografii Karola Auera (ok. 1840)

### Czasy zaborów i II RP
1 grudnia 1774 odbył się w Dukli ślub i jedno z większych w Polsce wesel Józefiny Amalii Potockiej z Mniszchów i Stanisława Szczęsnego Potockiego. 19 października 1775 r., czyli rok po ślubie gospodarzy, Tadeusz Kościuszko złożył wizytę w pałacu Mniszchów.
Po roku od śmierci Jerzego Wandalina Mniszcha (zm. 1778), córka Józefina Amalia Potocka z Mniszchów 7 stycznia 1779 r. sprzedała Duklę Józefowi Ossolińskiemu.
Po reformie administracji Galicji, gdy zlikwidowano jej podział na 6 cyrkułów, w 1782 roku Dukla stała się stolicą jednego z 18 nowych cyrkułów, i to cyrkułu największego, który obejmował aż 471 miejscowości. W wyniku reform administracyjnych z lat 1785-1786 liczba parafii dukielskiego dekanatu kościoła greckokatolickiego zmniejszyła się do 19.
Od Ossolińskich Duklę nabył w 1809 r. Franciszek Stadnicki (zm. w 1810 r. i pochowany w grobowcu w kościele farnym w Dukli).
Córka Franciszka Stadnickiego; Helena Stadnicka poślubiła gen. Wojciecha Męcińskiego h. Poraj, dziedzica Żarek (zm. 1839), majora pospolitego ruszenia, rotmistrza ziemskiego województwa krakowskiego i wniosła mężowi w posagu Duklę, która powróciła do Męcińskich.
W styczniu 1846 r. hr. Cezar Męciński (ur. 1809) ożeniony z Gabrielą Katarzyną Konstancją Starzeńską herbu Lis (1821-1849), odmówił wojskowego wsparcia powstania krakowskiego. Jeszcze w 1878 r. hr. Cezar Męciński i jego syn Adam Męciński (1847-1923) byli właścicielami Dukli.
Wiosną 1849 r. w rejonie Dukli miała miejsce koncentracja 90-tysięcznego korpusu wojsk rosyjskich pod dowództwem feldmarszałka Iwana Paskiewicza, mających ruszyć na Węgry w celu stłumienia tamtejszego powstania. Wojska te przybył wizytować osobiście car Mikołaj I. Po noclegu w Żmigrodzie dokonał on 19 czerwca przeglądu wojsk, a następnie odprowadził je aż nad granicę węgierską w Barwinku.
Po przeniesieniu w 1791 r. siedziby cyrkułu do Jasła miasto podupadło. W początkach XIX wieku wyrabiano jeszcze w Dukli sukno i handlowano winem. Jednak w latach 1865–1867 oraz 1873–1876 nawiedziły miasto epidemie cholery, a w latach 1884–1885 i w 1888 r. pożary. Ofiarnie skrzywdzonym pomagał Cezar Męciński, ale prześladowane klęskami elementarnymi miasto nie było w stanie się podnieść. Straciło ono ostatecznie na znaczeniu w II połowie XIX w., gdy ośrodki życia gospodarczego przeniosły się w pobliże nowo wybudowanych linii kolejowych: linii kolejowej z Przemyśla do Budapesztu w 1872 r., tzw. kolei transwersalnej w 1884 r. oraz linii z Jasła do Rzeszowa w roku 1890.

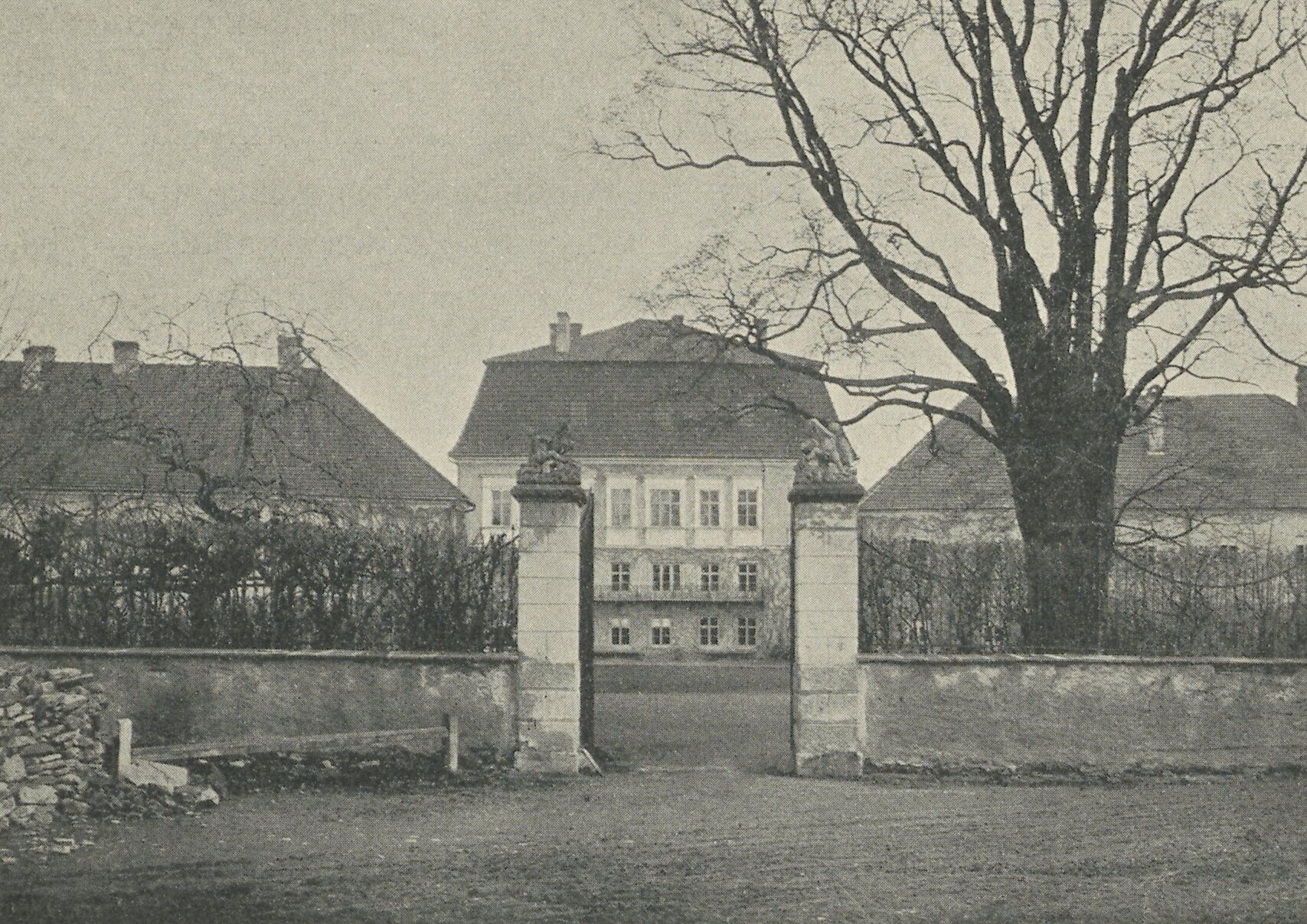
Pałac Mniszków (1903)
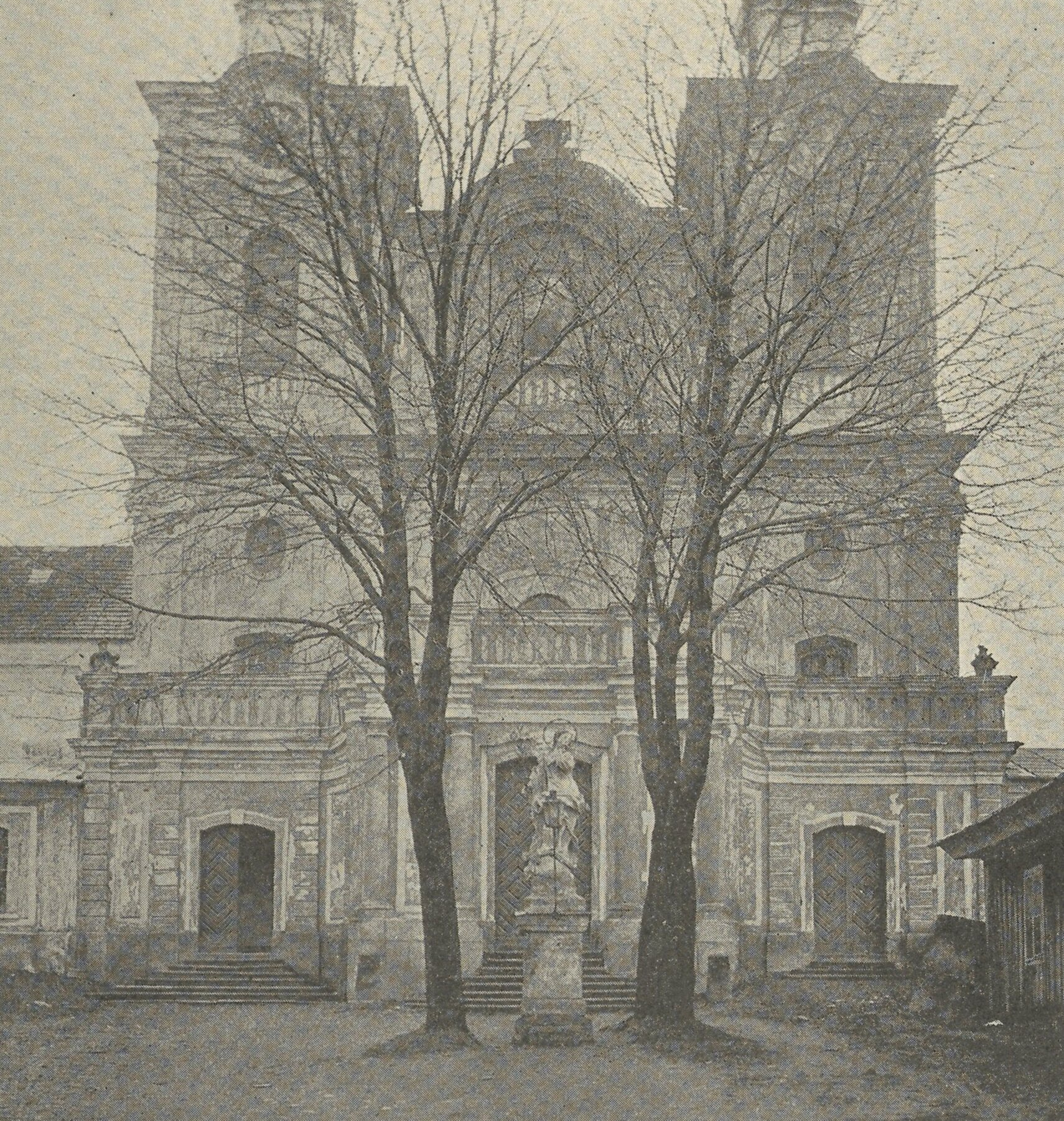
Klasztor bernardynów (1903)
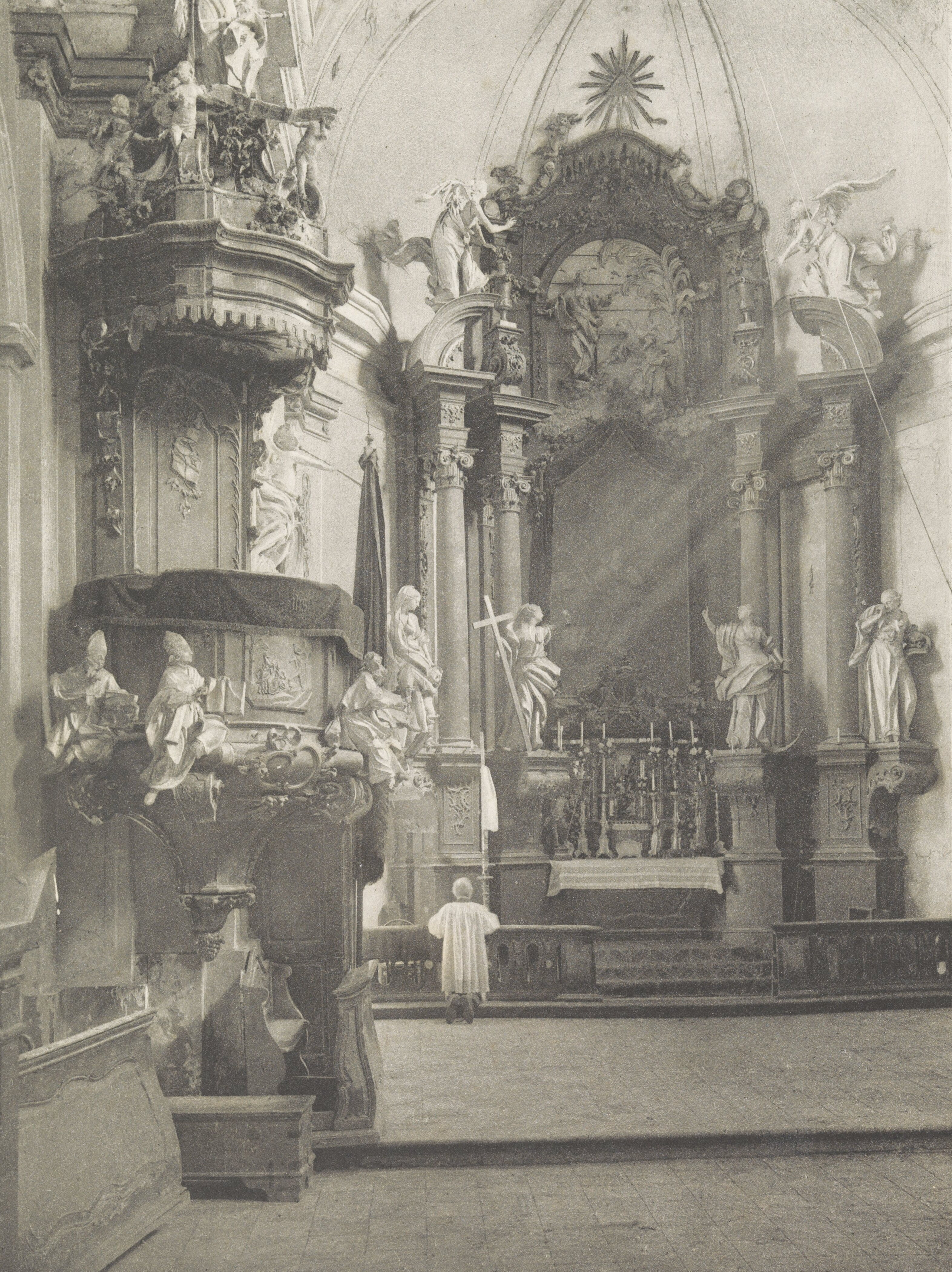
Wnętrze kościoła parafialnego pw. św. Marii Magdaleny (1903)
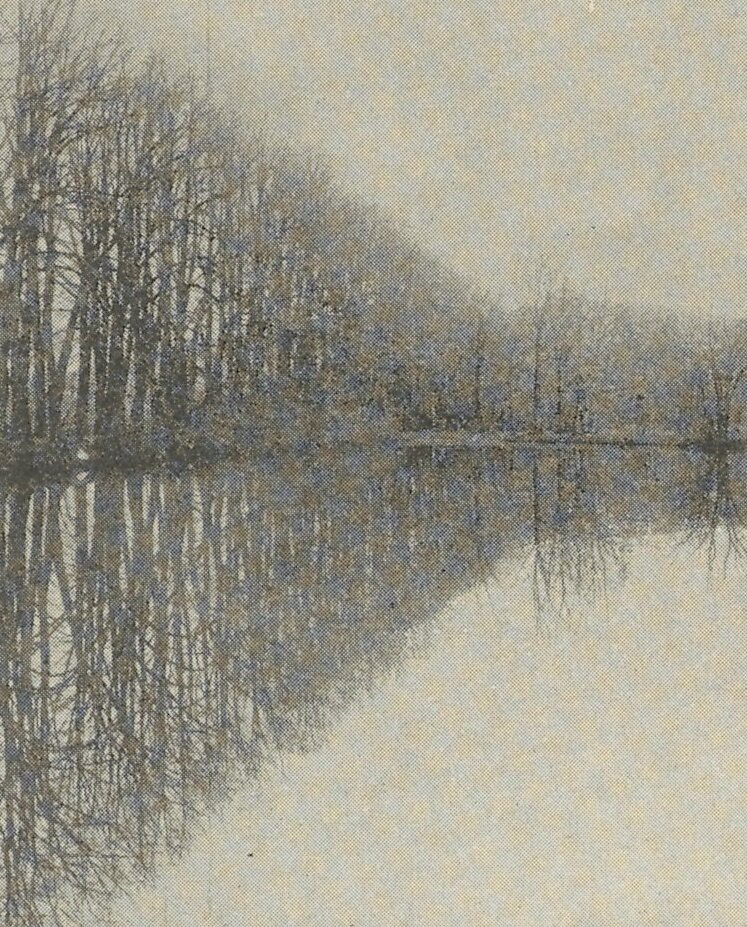
Stawy w parku pałacowym (1903)

Ożywienie gospodarcze zanotowane na początku XX w. przerwała w 1914 r. I wojna światowa. Stacjonowały tu wojska rosyjskie, powodując potężne straty od grudnia 1914, do wejścia wojsk austriackich 6 maja roku 1915. Została spalona cześć Dukli, która stopniowo tracąc znaczenie gospodarcze, zdołała jednak utrzymać prawa miejskie aż po dziś dzień.
W latach 30. Dukla była miejscem szeregu wystąpień biedoty wiejskiej, protestującej przeciwko stale pogarszającym się warunkom życia. Pierwsza taka manifestacja miała miejsce już w 1931 r. Gdy w trzeciej dekadzie sierpnia 1937 r. wybuchł 10-dniowy strajk ludności wiejskiej, chłopi z okolicznych wsi zorganizowali na drodze Teodorówka – Nadole demonstracyjny marsz na Duklę. Na rynku w mieście odbył się wiec, po którym demonstranci zostali rozgonieni przez policję. Wielu z nich zostało pobitych, licznych aresztowano.
W 1934 r. dukielski dekanat kościoła greckokatolickiego, liczący wówczas 17 parafii i 19 890 wiernych, został włączony do nowo utworzonej Apostolskiej Administracji Łemkowszczyzny (w samym mieście nie było już w 1936 r. ani jednej osoby tego wyznania).

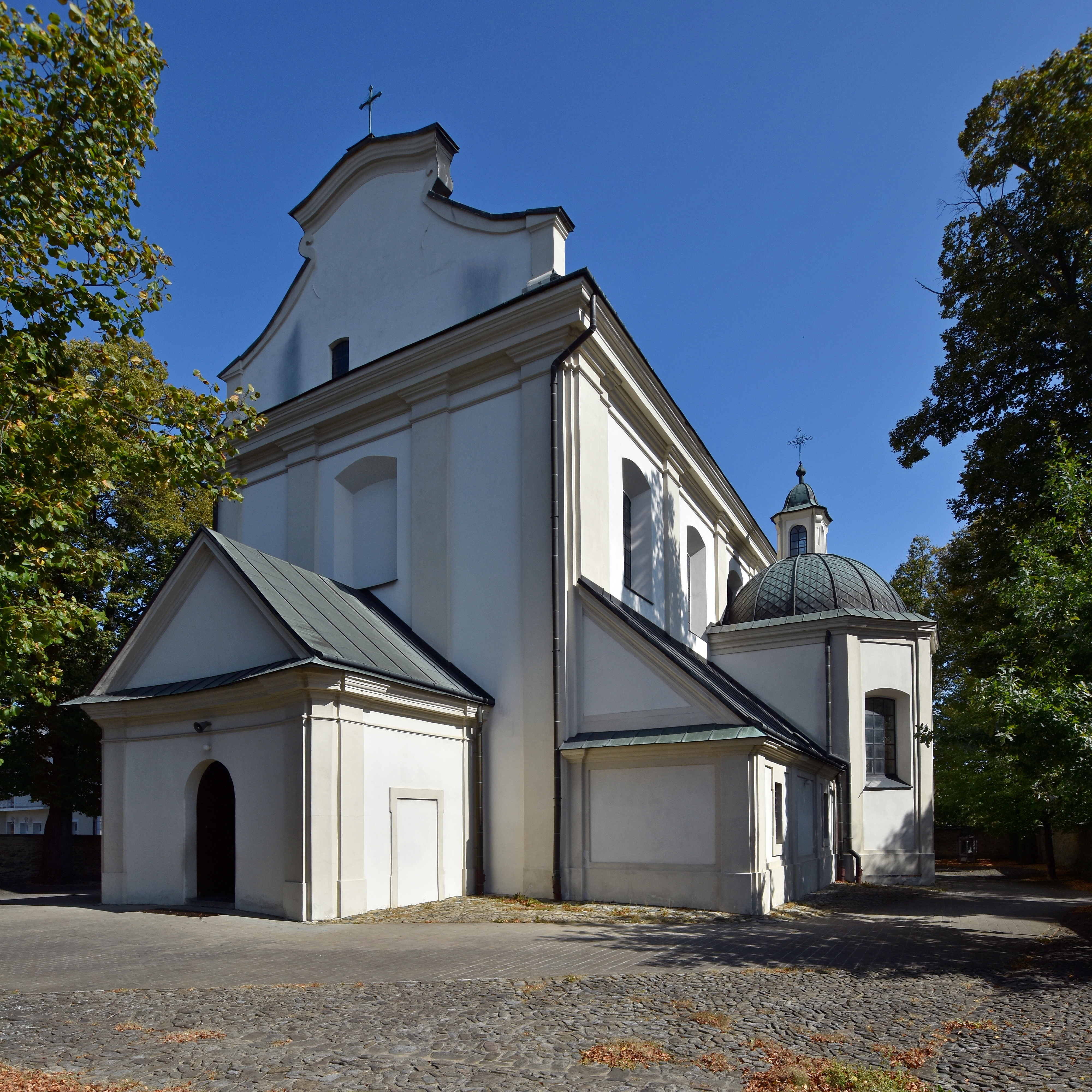
Kościół św. Marii Magdaleny
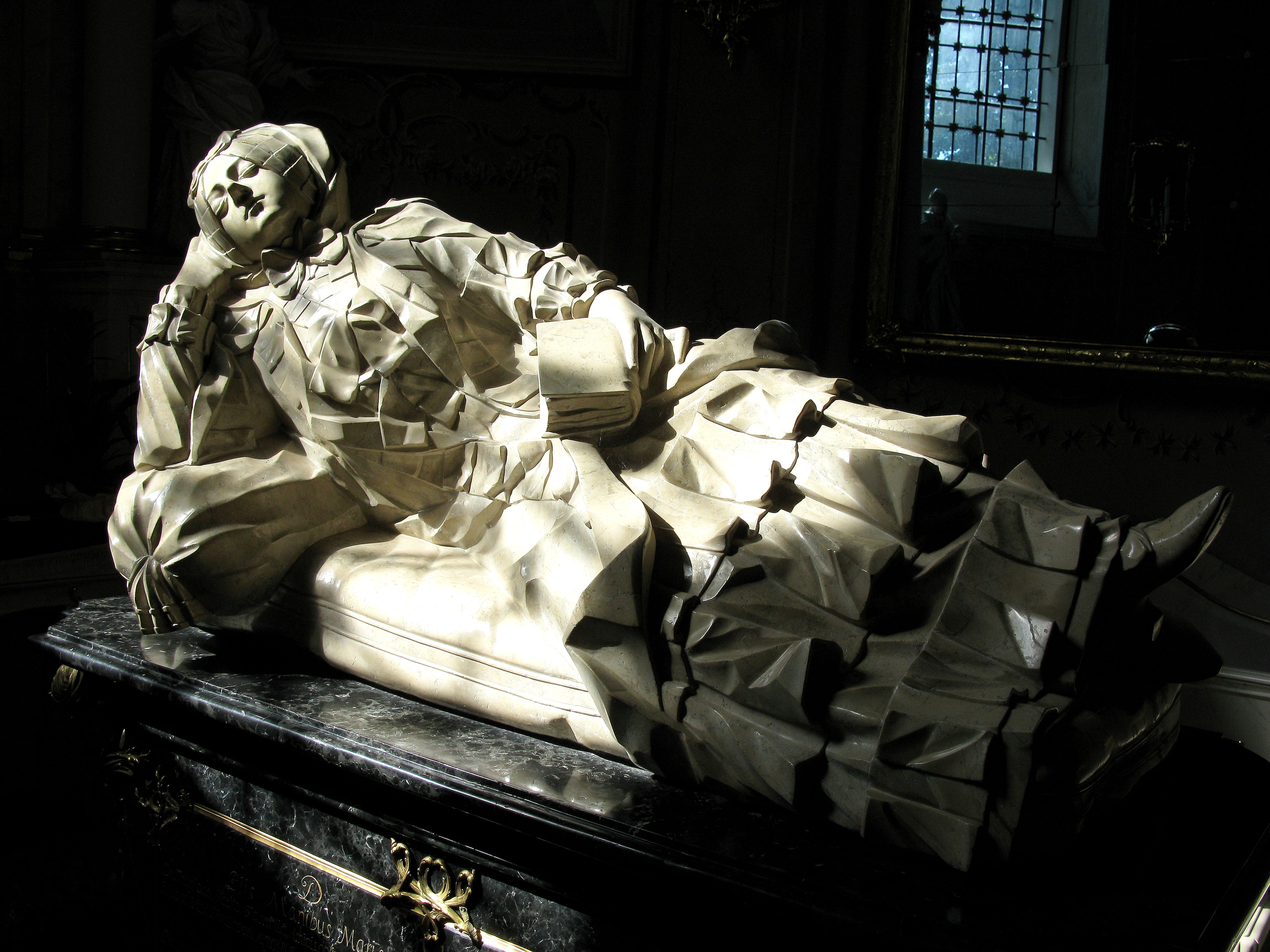
Nagrobek Marii Amalii Mniszchowej w kościele parafialnym św. Marii Magdaleny
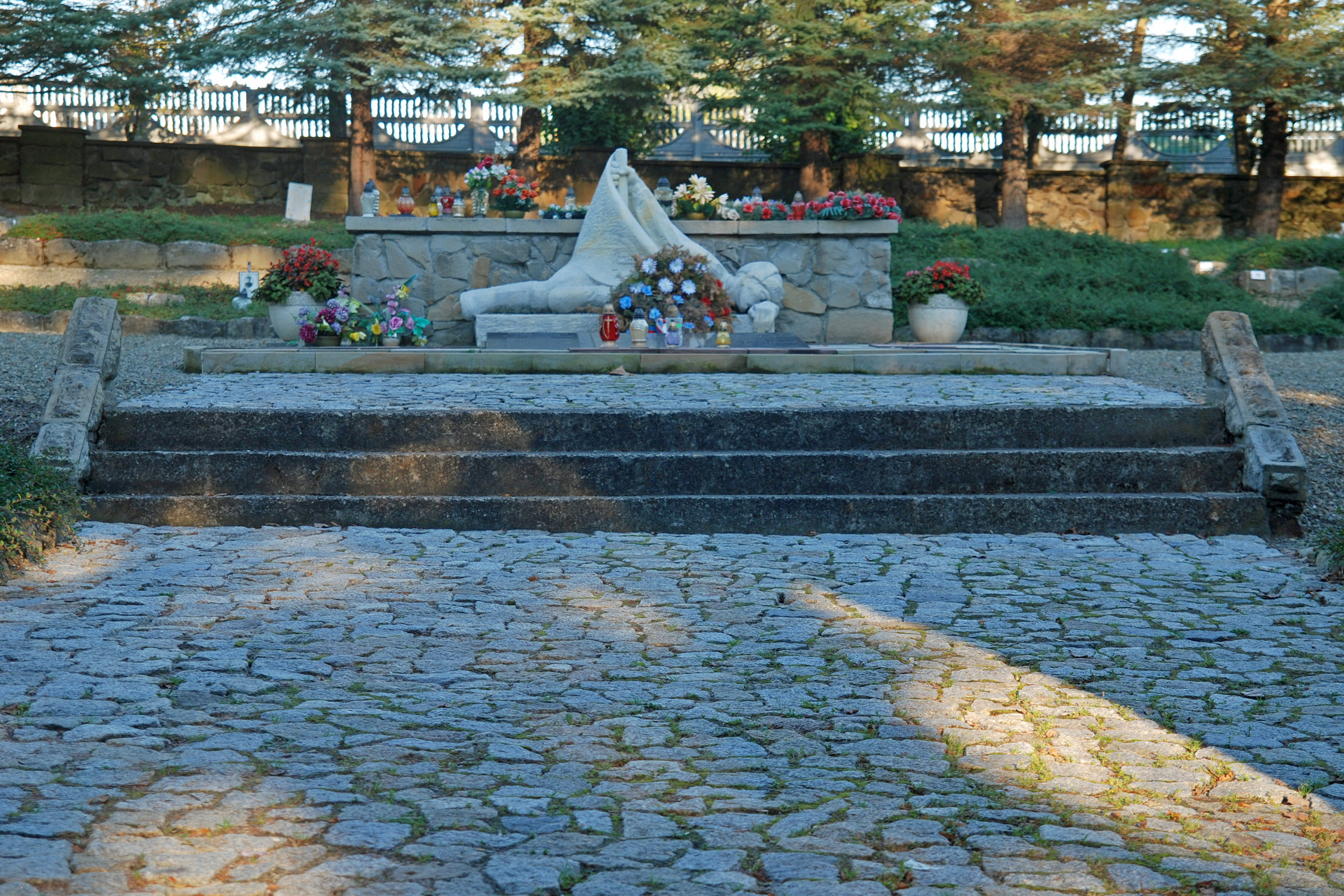
Cmentarz wojenny

### II wojna światowa
Do 1939 roku miasto znajdowało się na obszarze powiatu krośnieńskiego województwa lwowskiego. Stanowiło ono garnizon macierzysty Batalionu KOP „Dukla”. Batalion został sformowany w roku 1939, po przejęciu przez KOP ochrony dawnej granicy z Czechosłowacją od Straży Granicznej. Wchodził w skład 2 Pułku Piechoty KOP „Karpaty” jako I batalion. W wojnie obronnej 1939 roku włączony w struktury 3 Brygady Górskiej podzielił los innych jednostek Armii Karpaty. Stoczył potyczki na trasie Barwinek-Dukla, w Jasionce 9 września 1939 r. w walce z Niemcami, zginęło tu 17 polskich żołnierzy z wycofującego się batalionu. Zwłoki ich ekshumowano na cmentarz wojenny w Dukli. Batalion przemieścił się w okolice Lwowa, a potem przez Przełęcz Tatarską na Węgry. Niektórzy żołnierze powrócili do domów. Dowódcą Batalionu KOP „Dukla” był mjr Karol Józef Piłat. W czasie kampanii wrześniowej do Dukli wkroczył ukraiński oddział płk. Suszki pseudonim „Brandenburg” wspierany przez Słowaków i zajął zamek. Po nim stacjonowały w pałacu kolejno: Grenzschutz, SS „Galizien”, oddziały Wehrmachtu.
W 1940 r. Niemcy spalili synagogę zbudowaną w 1758 r. Dziś pozostały po niej tylko ruiny. Niemcy zamknęli Żydów w getcie, wielu z nich rozstrzelali na miejscu, wielu w okolicznych lasach np. koło Tylawy-Błudna. Miejscowa ludność ukrywała Żydów, mimo grożącej za to kary śmierci. Jeszcze we wrześniu 1944, niedługo przed wycofaniem się, Niemcy rozstrzelali Mieczysława Roja oraz pięciu Żydów, których ukrywał.
Działały tu oddziały AK OP-15. Po nawiązaniu łączności z grupą z Miejsca Piastowego konspiratorzy z Dukli weszli w skład organizacji Służba Zwycięstwu Polski, a po jej wchłonięciu przez Związek Walki Zbrojnej, stali się głównymi organizatorami Placówki ZWZ w Dukli (kryptonim „Dalia”). Po aresztowaniu i uwięzieniu jej dowódcy – por. Michała Zygmunta ps. Michał w 1942 w Auschwitz-Birkenau – komendantem Placówki AK Dukla (Dalia, Dorota) został Jan Kopcza „Waldemar”. Od 1942 do 15 czerwca 1944 Placówka obejmowała ponad dwadzieścia miejscowości Dukielszczyzny. Zajmowała się gromadzeniem broni, rozbudową siatki konspiracyjnej, ukrywaniem ludzi poszukiwanych przez Niemców – głównie w domach górnej części wsi, przysiółku Doły i Kolonia, akcjami propagandowymi i sabotażowymi, jak m.in. wypuszczenie ropy w kopalni Lubatówka. W dniu 14 czerwca 1944 przeprowadzono udany zamach partyzantów Beksy i J. Kopczy na Paula Diebala Majstra, krwawego komendanta Schutzpolizei w Dukli. W odwecie Niemcy rozpętali terror, organizując łapanki, aresztowania i obławy na przywódców organizacji podziemnej i żołnierzy AK, a zwłaszcza na Jana Kopczę.
Po zastrzeleniu przez Niemców Jana Kopczy od 2 lipca 1944 dowódcą Placówki AK Dukla był pchor. Kazimierz Wołtosz.
W dniu 24 czerwca 1941 słowackie oddziały Rýchla Skupina, wspomagające niemieckie natarcie na Związek Sowiecki, o godz. 12:45 przekroczyły granicę w Barwinku, potem po przejściu przez Duklę, o godz. 17:00 dotarły do Haczowa, a następnie przekroczyły granicę sowiecką na Sanie koło Sanoka i uderzyły na Lesko i Ustrzyki Dolne.
Przed II wojną światową większość mieszkańców Dukli (do 80%) stanowili Żydzi. W 1940 r. Niemcy wygnali część z nich na wschód za San. Reszta trafiła później do powstałego w Dukli getta, gdzie przywożono też Żydów z okolicznych miast i wsi (np. z Jaślisk, czy Rymanowa). 12 lutego 1942 na cmentarzu żydowskim w Dukli hitlerowcy rozstrzelali 11 Żydów. Zakopano ich na miejscu egzekucji w zbiorowej mogile. Gestapo z Krosna rozstrzelało tu 8 Polaków, w tym kilku Żydów.
Dukielskie getto zlikwidowano 13 sierpnia 1942, a około 500 jego mieszkańców wraz z rymanowskimi Żydami zostało rozstrzelanych na stokach góry Błudna (565 m n.p.m.), koło wsi Tylawa leżącej nieopodal Dukli.
Dukla bardzo ucierpiała we wrześniu 1944 r., w czasie operacji dukielsko-preszowskiej. W trakcie kilkudniowych walk została zniszczona w 85%. W pobliżu, w Iwli i w Głojscach, rozgorzała bitwa pancerna o drogę Dukla – Nowy Żmigród. Tej akcji towarzyszyło natarcie oddziałów I Czechosłowackiego Korpusu Armijnego na wzgórze Franków. W czasie walk trwających cztery dni wzgórze siedmiokrotnie przechodziło z rąk do rąk. Ostatecznie zostało zdobyte 14 września przez czechosłowacki oddział por. Sochara. Pozwoliło to później na atak 31 i 4 Korpusu Gwardii i zdobycie w dniu 20 września Lubatowej i Dukli.

### Dzieje najnowsze
Miasto w czasie okupacji niemieckiej zostało ograbione i w 90% zniszczone, przy życiu pozostało kilkadziesiąt osób.
W 1977 uchwałą Rady Państwa na wniosek Biura Politycznego KC PZPR Dukla została odznaczona Orderem Krzyża Grunwaldu II klasy za czynny udział w walce z hitlerowskim najeźdźcą i umocnienie władzy ludowej. W 1984 Dukli przyznano Złoty Medal „Opiekun Miejsc Pamięci Narodowej”.

## Zabytki
- Zabudowa Rynku wraz z renesansowym ratuszem z 2 połowy XIX w.
- Zespół pałacowy:
  - Pierwszy zamek wzniósł po 1540 Jan Jordan budując jednopiętrowy obiekt na planie prostokąta. Po 1636 starosta Franciszek Bernard Mniszech dobudował do starego zamku nową część oraz otoczył całość fortyfikacjami z czterema bastionami, przez co powstało założenie w typie palazzo in fortezza. W 1738 zamek spłonął. W latach 1764–1765 Jerzy August Wandalin Mniszech oraz jego żona Maria Amalia z Brühlów polecili nadbudować stary pałac pokrywając go dachem mansardowym oraz zbudować na starych bastionach obronnych dwie barokowe oficyny[11]. W nieistniejącym dziś budynku funkcjonował teatr. Rozebrano też stare fortyfikacje. Po Mniszchach właścicielami zostali Stadniccy. W 1875 Cezary Męciński przebudował pałac, w wyniku czego utracone zostały w dużym stopniu jego barokowe cechy stylowe. W 1925 właścicielami pałacu została rodzina Tarnowskich. W pałacu do II wojny światowej znajdowała się bogata galeria obrazów, rzeźb, kolekcja kielichów i pucharów oraz militariów orientalnych[3]. W czasie II Wojny światowej pałac został zniszczony. Po odbudowie pałac mieści Muzeum Historyczne. W jego otoczeniu rozmieszczono ekspozycję sprzętu wojskowego – głównie działa z czasów II wojny światowej.
  - Park – w stylu francuskim.
  - Kaplica grobowa w parku, w której spoczywają: Cezary Męciński (syn Wojciecha), Adam Męciński i jego żona Józefa Męcińska z Kuczyńskich oraz ks. Stanisław Puszet – cioteczny brat Adama Męcińskiego, honorowy kanonik, katecheta gimnazjalny w Krakowie – zmarł w Dukli w 1907.
- Aleja robinii akacjowej z 1 połowy XIX w. przy ul. Trakt Węgierski przy wyjeździe w kierunku Krosna.
- Kościół parafialny św. Marii Magdaleny z 1764, rokokowy. We wnętrzach kościoła zaskakują lustra i rokokowe rzeźby.
  - W prawej kaplicy znajduje się jeden z najcenniejszych zabytków Dukli – nagrobek z czarnego marmuru Marii Amalii z Brühlów Mniszchowej z rzeźbą rokokową przedstawiającą zmarłą w stroju dworskim na sarkofagu, z 1773 dłuta Jana Obrockiego ze Lwowa.
  - w przedsionku znajduje się grobowiec z czarnego marmuru Franciszka Stadnickiego (1742–1810) – Kawalera Orderów Orła Białego i św. Stanisława, konfederata barskiego; obrońcy Krakowa, starosty ostrzeszowskiego; rotmistrza, posła na sejm z Ziemi Wieluńskiej, właściciela 17 kluczy m.in. Rymanowa i Dukli (1809). W podziemiach krypty grobowce właścicieli Dukli.
- Kościół i klasztor bernardynów z 1731. Obecny kościół pw. św. Jana z Dukli zbudowany został w latach 1761–1764, a w nim w bocznej kapliczce rzeźbiona srebrzysta trumna Jana z Dukli. Na ścianach obrazy z życia tego świętego.
- Kompleks trzech rzeźb, przedstawiający krzyż pojednania, św. Jana z Dukli oraz Jana Pawła II.
- Cmentarz wojenny z I i II wojny światowej oraz cmentarz parafialny. Przed Klasztorem, przy głównej trasie; Krzyż Pojednania – dar Dukielszczyzny dla upamiętnienia wizyty Ojca Świętego Jana Pawła II w Dukli oraz figura Świętego Jana z Dukli kanonizowanego przez Papieża podczas wizyty na Podkarpaciu w czerwcu 1997.
- Ruiny XVI-wiecznej komory celnej.
- Ruiny bożnicy z 1758.
- Ruiny browaru z lat 1750–1799 za parkowym murem, nad brzegiem Jasiołki.

W Dukli znajduje się wiele pomników św. Jana z Dukli.
Miasto Dukla znane było z handlu winem, o czym świadczą piwnice w Rynku – dawne składy win.
Na obrzeżach miasta znajdują się dwa zabytkowe cmentarze żydowskie.

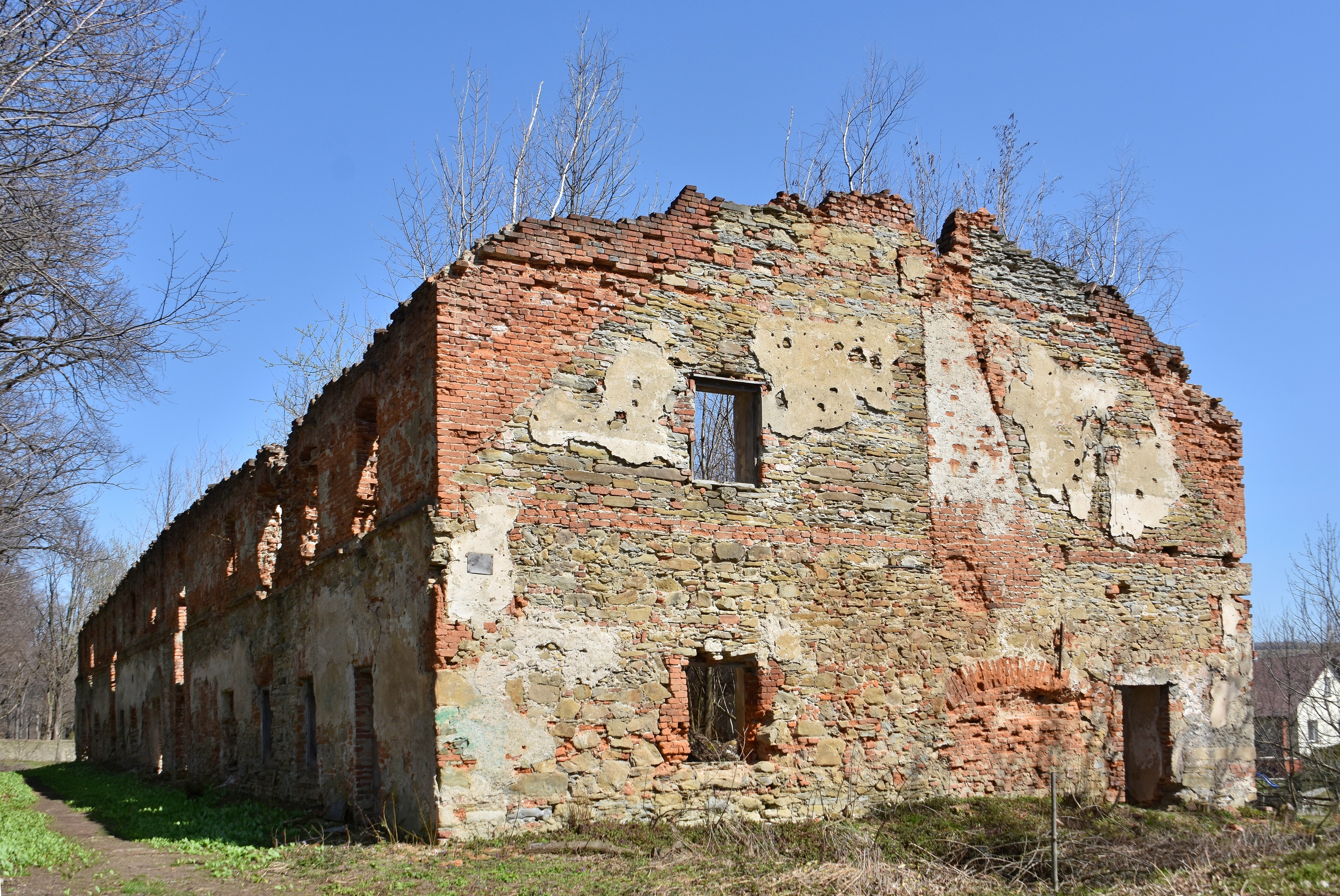
Ruiny browaru
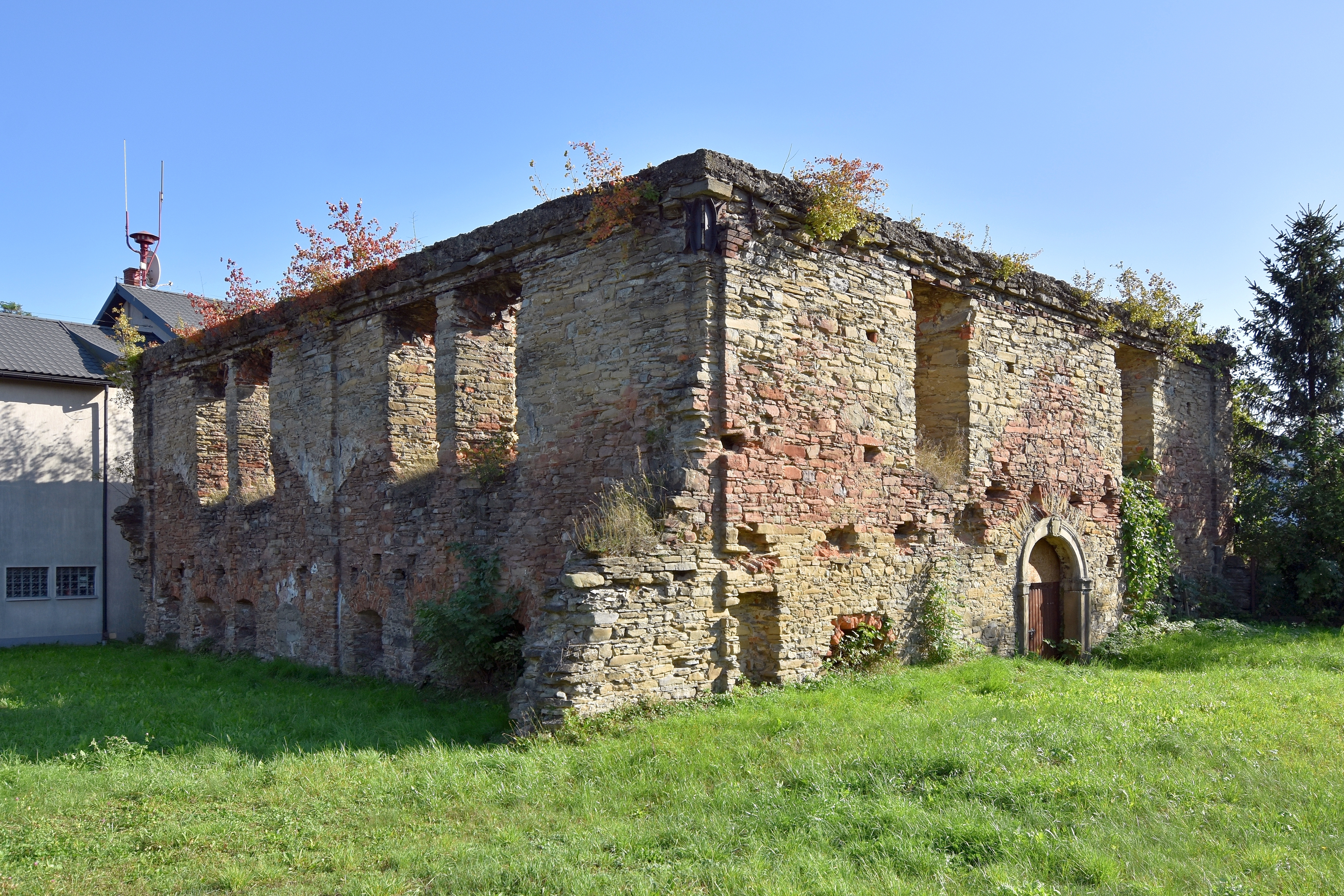
Ruiny synagogi
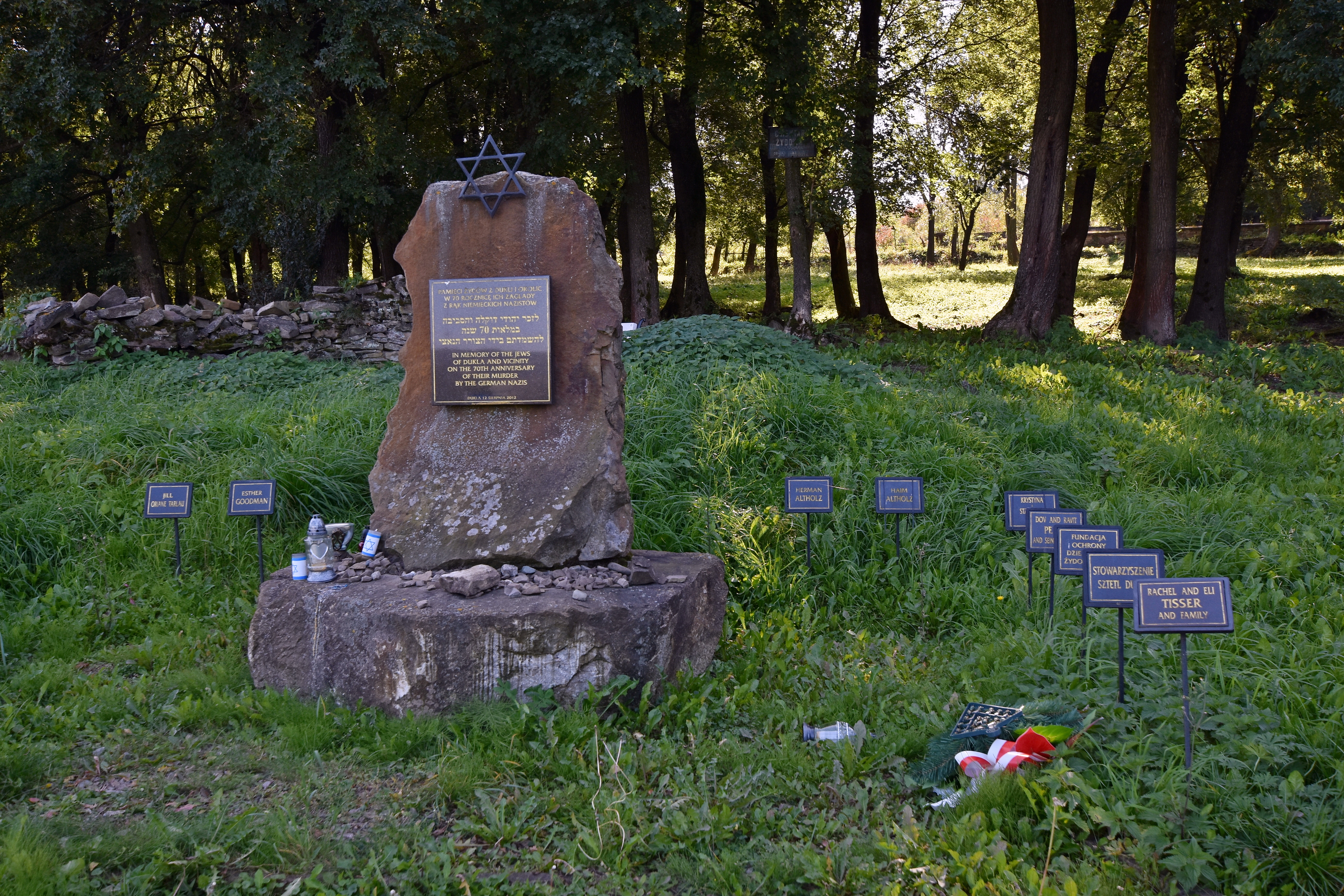
Stary cmentarz żydowski

## Demografia
- Piramida wieku mieszkańców Dukli w 2014 roku

## Turystyka
- Szlak Frontu Wschodniego I Wojny Światowej – szlak łączy zabytki i miejsca związane z I wojną światową (w Dukli cmentarz wojenny)

Szlaki piesze
- Dukla – Cergowa (716 m n.p.m.) – Zawadka Rymanowska – Piotruś (728 m n.p.m.) – Stasiane
- Dukla – zbocza Chyrowej (połączenie z czerwonym Głównym Szlakiem Beskidzkim)
- Dukla – Bóbrka – Żarnowiec – Krosno
- Europejski długodystansowy szlak pieszy E8

## Wspólnoty wyznaniowe
- Kościół rzymskokatolicki:
  - parafia św. Jana z Dukli
  - parafia św. Marii Magdaleny
- Świadkowie Jehowy:
  - zbór Dukla (Sala Królestwa Zboiska)[12]

## Jan Paweł II w Dukli
W swoich wędrówkach po Beskidach jeszcze jako Karol Wojtyła odwiedzał Duklę. Już jako papież też spędził noc w klasztorze bernardynów. Podczas 78 podróży apostolskiej, 9 czerwca 1997 r. przybył do Dukli papież Jan Paweł II, który w czasie nabożeństwa w wygłoszonej homilii zapraszał:

Bracia i Siostry, często nawiedzajcie to miejsce! Ono jest wielkim skarbem tej ziemi, bo tu przemawia Duch Pana do ludzkich serc za pośrednictwem waszego świętego Rodaka. (...) Jakże raduje się moje serce, że dane mi jest dzisiaj na moim pielgrzymim szlaku stanąć w mieście, w którym się urodził błogosławiony Jan z Dukli. Wracam pamięcią do dnia, a było to wiele lat temu, kiedy nawiedziłem dukielskie sanktuarium, w szczególności kaplicę błogosławionego Jana „na puszczy”, jak zwykło się mówić. Dzisiaj ponownie przybywam do waszego miasta, które całą swoją historią „śpiewa Panu pieśń chwały i uwielbienia”.